# Noi Tre (album)
Noi Tre è un album dal vivo dei Noi Tre contenente la registrazione di un concerto del dicembre 1968 tenutosi a Sesto Fiorentino.

## Tracce
1. Rockin' Overture
2. Dirty Babe
3. Double Window's Blues
4. Too Much Monkey Business
5. I'm Searching for a Woman
6. Crossroads
7. Don't Lie to Me
8. SWLABR

## Credits
- Basso e voce – Agostino Nobile
- Batteria e voce – Giuseppe Pini
- Chitarra e voce – Paolo Tofani